# Argatroban
L'Argatroban est un médicament anticoagulant utilisé en cas de thrombopénie induite par l'héparine (TIH — ou HIT, de l'anglais : Heparine induced thrombocytopenia), une pathologie provoquant saignement et thrombose et contre-indiquant le traitement par tout autre héparine qu'elle soit de haut ou de bas poids moléculaire.

## Mécanisme d'action
Il s'agit d'un inhibiteur direct du facteur de coagulation II ou thrombine.

## Pharmacocinétique
Il s'administre en intraveineuse et sa demi-vie d'élimination est inférieure à une heure, non modifiée en cas d'insuffisance rénale mais fortement augmentée en cas d'insuffisance hépatique.

## Indication
Il est principalement utilisé dans les syndromes de thrombopénie induite par l'héparine (TIH, HIT, Heparin induced thrombocytopenia).

## Médicaments alternatifs
Le danaparoïde et la lépirudine sont des molécules qui ont la même indication.